# Ersfjorden (Tromsø)
 For alternative betydninger, se Ersfjorden. (Se også artikler, som begynder med Ersfjorden)
Ersfjorden er en fjord på Kvaløya i Tromsø kommune i Troms og Finnmark fylke i Norge. Den er 12,5 km lang, og begynder på vestsiden af Kvaløya, hvor Håjafjorden og Sessøyfjorden mødes. Nord for indløbet ligger bjerget Skamtinden (883 moh.), og fjorden omkranses på begge sider af høje bjerge som rejser sig stejlt fra fjorden. 
Inderst i fjorden ligger landsbyen Ersfjordbotn, og her er Ersfjorden adskilt fra Kaldfjorden med en smal stribe land, kun  800 meter bred og omkring 45 meter høj.